# Situ (Pondok Salam)
Situ is een bestuurslaag in het regentschap Purwakarta van de provincie West-Java, Indonesië. Situ telt 2026 inwoners (volkstelling 2010).